# Cimoliasaurus
Cimoliasaurus is een geslacht van uitgestorven elasmosauride plesiosauriërs dat leefde tijdens het Laat-Krijt (Maastrichtien) van New Jersey.

## Etymologie
De naam is afgeleid van het Griekse Κιμωλία, kimolia, wat 'wit krijt' betekent, en σαύρος, sauros, wat 'hagedis' betekent, met verwijzing naar het feit dat de afzettingen waarin het werd gevonden een oppervlakkige gelijkenis vertonen met de krijtafzettingen van de Western Interior Seaway.

## Taxonomische geschiedenis
De naam Cimoliasaurus magnus, 'de grote', werd in 1851 bedacht door Joseph Leidy voor specimen ANSP 9235, een partij van één voorste en twaalf achterste halswervels door S.G. Morton verzameld in de Green Sand-afzettingen uit het Maastrichtien van Burlington County, New Jersey. Hij maakte daarbij de fout de halswervels voor staartwervels aan te zien wat Edward Drinker Cope nog zou brengen tot de beruchte fout de schedel van Elasmosaurus op de staart te plaatsen. Daarna werden daar nog een paar dozijn wervels gevonden.
In zijn catalogus van plesiosauriër- en ichthyosauriërspecimina die in het British Museum zijn bewaard, verwees de Britse zoöloog Richard Lydekker verschillende plesiosauriërsoorten uit het Jura en Krijt naar Cimoliasaurus, waaronder de nieuwe soort Cimoliasaurus richardsoni (nu beschouwd als een soort van Cryptoclidus) en Cimoliasaurus cantabrigiensis, evenals Colymbosaurus en een aantal eerder beschreven soorten uit de Cambridge Greensand en Chalk Group.
Later werden verschillende wervels uit vele delen van de wereld als soorten van Cimoliasaurus benoemd op grond van oppervlakkige overeenkomsten. Die worden meestal als nomina dubia beschouwd.
Tegenwoordig wordt Cimoliasaurus erkend als een afgeleide elasmosauride, waardoor de familienaam Cimoliasauridae Delair, 1959 een jonger synoniem is van Elasmosauridae.

## Lijst van soorten
- Cimoliasaurus planus Owen 1869: = nomen dubium
- Cimoliasaurus planior (Leidy, 1870) Cope 1875: = nomen dubium, = Discosaurus planior Leidy 1870
- Cimoliasaurus tenuis Hector 1874: = nomen dubium
- Cimoliasaurus smithi Owen 1884: = nomen dubium
- Cimoliasaurus cantabrigiensis Lydekker 1889: = nomen dubium
- Cimoliasaurus richardsoni Lydekker, 1889: = Cryptoclidus richardsoni
- Cimoliasaurus valdensis Lydekker, 1889: = Hastanectes
- Cimoliasaurus andium Decke, 1894: = nomen dubium
- Cimoliasaurus adium Decke 1895: = nomen dubium
- Cimoliasaurus laramiensis Knight, 1900: = Tatenectes
- Cimoliasaurus maccoyi Etheridge, 1904: = nomen dubium
- Cimoliasaurus teplicensis Fritsch, 1905: = nomen dubium
- Cimoliasaurus lissaensis Fritsch, 1905: = nomen dubium
- Cimoliasaurus portlandicus Hirzberg, 1924: = nomen dubium
- Cimoliasaurus hirzsbergi Kuhn, 1934: = nomen dubium